# Cuốn theo chiều gió
Cuốn theo chiều gió (Nguyên văn: Gone with the wind), xuất bản lần đầu năm 1936, là một cuốn tiểu thuyết tình cảm của Margaret Mitchell, người đã giành giải Pulitzer với tác phẩm này năm 1937. Câu chuyện được đặt bối cảnh tại Georgia và Atlanta, miền Nam Hoa Kỳ trong suốt thời kì nội chiến và thời tái thiết. Tác phẩm xoay quanh Scarlett O'Hara, một cô gái miền Nam đầy sức mạnh, phải tìm mọi cách để sống sót qua chiến tranh và vượt lên cuộc sống khó khăn trong thời hậu chiến. Tiểu thuyết đã được chuyển thể thành phim năm 1937.

## Nhan đề
Ban đầu tác giả từng có ý định đặt nhan đề Ngày mai là một ngày khác (Tomorrow is Another Day) cho tiểu thuyết, lấy từ câu kết thúc tác phẩm. Các nhan đề từng được xem xét bao gồm: Bugles Sang True, Not in Our Stars, và Tote the Weary Load. Nhan đề cuối cùng mà tác giả được lấy từ dòng đầu tiên của khổ 3 bài thơ Non Sum Qualis Eram Bonae sub Regno Cynarae của Ernest Dowson:
Nguyên văn:
I have forgot much, Cynara! gone with the wind,
Flung roses, roses riotously with the throng,
Dancing, to put thy pale, lost lilies out of mind...
Scarlett O'Hara sử dụng cụm từ nhan đề khi cô tự vấn bản thân mình liệu nhà cô ở "Tara" có còn đứng vững hay đã bị "cuốn theo chiều gió quét qua Georgia" Theo cách hiểu chung, "Cuốn theo chiều gió" là một lối nói ẩn dụ cho sự ra đi của một cuộc sống đã từng tồn tại ở miền Nam trước Nội chiến. Khi được dùng trong bài thơ của Dowson về "Cynara", cụm từ "cuốn theo chiều gió" ám chỉ sự mất mát về tình cảm chứ không mang ý nghĩa giống như nhan đề tiểu thuyết.

## Cốt truyện
Cuốn theo chiều gió được chia làm 5 phần:

### Phần 1
Tác phẩm lấy bối cảnh miền Nam nước Mỹ trước cuộc nội chiến, một thế giới với những đồn điền bông vải sang cả trải dài bất tận theo những mộng mơ của một xã hội thượng lưu quý phái. Tiểu thuyết mở đầu vào tháng 4 năm 1861 bằng cảnh nhân vật chính của truyện, Scarlett O'Hara đang ngồi tại đồn điền Tara nhà mình ở hạt Clayton, Georgia cùng tán gẫu với 2 anh em sinh đôi Brent và Stuart Tarleton sống ở đồn điền kế bên. Qua cuộc nói chuyện này, Scarlett biết rằng người nàng thầm yêu từ lâu, Ashley Wilkes chuẩn bị đính hôn với cô em họ là Melanie Hamilton ở Atlanta. Scarlett choáng váng khi nghe tin đó và cuộc nói chuyện cũng kết thúc. Nàng vội vã đi tìm cha mình, Gerald O'Hara, để xác minh lại câu chuyện và cha nàng khuyên nếu nàng và Ashley lấy nhau sẽ là một điều tồi tệ và nàng nên lấy một trong hai anh em sinh đôi trên.
Scarlett cho rằng Ashley có ý định đính hôn vì chàng không biết nàng đã yêu mình. Nàng quyết định trong buổi tiệc ngoài trời tại trại Twelve Oaks sẽ thổ lộ tình yêu với chàng và cùng chàng trốn đi. Nhưng mọi thứ không theo kế hoạch của Scarlett: Ashley ân cần với nàng nhưng nói rằng chàng vẫn sẽ cưới Melanie. Vị khách không mời trong buổi tiệc, Rhett Butler, người vô tình lắng nghe toàn bộ câu chuyện buông lời trêu chọc Scarlett làm nàng nổi điên, điều này lại ngẫu nhiên quyến rũ Rhett. Trong cơn tức giận cùng với việc nghe lén Honey Wilkes, vợ chưa cưới của Charles Hamilton nói xấu mình, Scarlett đã nhận lời lấy Charles Hamilton vừa làm Ashley ghen vừa trả thù Honey. Buổi tiệc kết thúc cũng là lúc có tin cuộc Nội chiến Hoa Kỳ nổ ra và các chàng trai phải đi nhập ngũ.
Đám cưới của Scarlett diễn ra nhanh chóng sau đó 2 tuần để Charles nhập ngũ, một ngày trước đám cưới giữa Ashley và Melanie. Một tuần sau khi cưới, Charles nhập ngũ và 2 tuần sau, Ashley cùng đội kị binh của tiểu bang lên đường. Tuy nhiên, Charles đã chết vì đậu mùa ở căn cứ Nam Carolina trước khi có dịp được ra chiến trường. Sau đó, con trai Charles ra đời và được đặt tên là Wade Hampton Hamilton (theo tên chỉ huy của Charles là tướng Wade Hampton).
Trở thành một góa phụ làm thay đổi cuộc sống hằng ngày của Scarlett: Lúc nào cũng mặc đồ tang, không chuyện trò sôi nổi hoặc cười to, không vui vẻ khi gặp đàn ông. Scarlett cảm thấy đau đớn vì sự buồn chán và việc phải làm mẹ hơn là cái chết của chồng. Mẹ nàng, Ellen O’Hara, muốn nàng vơi bớt nỗi buồn đã gửi nàng đến Atlanta sống cùng Melanie và bà cô của Charles, Pittypat Hamilton.

### Phần 2
Scarlett đến Atlanta vào tháng 5 năm 1862. Tại đây, Scarlett nhanh chóng thích sự nhộn nhịp và hối hả của thành phố này. Nàng bị bắt buộc làm y tá tình nguyện ở dưỡng đường nhưng vô cùng chán ghét công việc này. Vì còn đang chịu tang chồng nên nàng bị cấm đoán đủ thứ, trong đó có cuộc bán đồ phúc thiện với sự góp mặt của nhiều cư dân thành phố, nhưng đến cuối cùng, Scarlett may mắn được dự vì để thay cho một bà khác có con bị bệnh. Tại đây, nàng gặp lại Rhett Butler, mà giờ đây là một thuyền trưởng vượt phong tỏa nổi tiếng, chuyên chở các mặt hàng thiết yếu cho miền Nam. Rhett Butler đã mời nàng nhảy với cái giá 150 dollar vàng. Mặc dù đang chịu tang nhưng Scarlett vẫn đồng ý vì nàng thèm muốn được khiêu vũ cuồng nhiệt với bất kì giá nào để thoát khỏi cái vỏ nhàm chán của một góa phụ.
Kể từ đó mối quan hệ giữa Scarlett và Rhett được cải thiện. Rhett bằng bản tính hài hước, hay trêu chọc Scarlett và cố làm cho nàng vui. Tuy nhiên gần như cả thành phố đều căm ghét hắn. Scarlett lại lúc nào cũng chỉ nghĩ đến Ashley. Tình hình ngoài mặt trận ngày càng căng thẳng. Thất bại của quân đội Hợp bang trong trận Gettysburg tạo nên một bước ngoặt trong cuộc nội chiến và thương vong của quân đội Hợp bang ngày càng nhiều. Giáng sinh năm 1862, Ashley trở về nhưng trái với mong đợi của Scarlett, chàng chỉ quan tâm đến vợ mình, Melanie. Ngày Ashley rời nhà trở lại chiến trường, Scarlett lại một lần nữa thổ lộ tình yêu với chàng hi vọng chàng sẽ bỏ vợ để cưới nàng nhưng chàng không nói gì và dặn dò nàng chăm sóc Melanie nếu chàng có mệnh hệ gì ngoài chiến trường. Chàng vội vã ra đi và lần thứ hai, Scarlett vỡ mộng.

### Phần 3
Cuộc nội chiến ngày càng diễn biến bất lợi cho miền Nam. Sau những thất bại liên tiếp của quân đội Hợp bang, quân đội Liên bang đã tiến sát và bao vây Atlanta, do đó người dân thành phố phải tổ chức di tản. Tuy nhiên, Scarlett và Melanie không thể đi cùng mọi người vì Melanie đang có thai và có thể sinh con bất cứ lúc nào. Do các bác sĩ phải chăm sóc các thương binh, lúc này đã tràn ngập thành phố nên Scarlett phải đỡ đẻ cho Melanie. Sau khi Melanie sinh xong, Scarlett phải cầu cứu Rhett và anh đã lấy cắp của quân đội cho nàng một chiếc xe ngựa nhưng con ngựa vô cùng ốm yếu. Anh chở Melanie và con nàng, Prissy, Wade và Scarlett, chạy khỏi Atlanta. Tuy vậy, đi đến giữa đường thì Rhett bỏ mặc những người còn lại để gia nhập quân đội Hợp bang. Trước khi đi, anh hôn nàng và nói yêu nàng nhưng Scarlett giận dữ chửi rủa và tát anh.
Scarlett trở về đồn điền Tara và gặp những cảnh tượng kinh hoàng: Mẹ mất vì bệnh, ngôi nhà bị tàn phá nặng nề, phần lớn các nô lệ đã bỏ trốn, 2 người em gái bệnh nặng nằm liệt giường và người cha bị sốc vì cái chết của vợ cũng trở nên loạn trí. Giờ đây Scarlett trở thành chủ nhân đích thực của Tara. Bằng bản tính ngoan cường và cách suy nghĩ thực tế, nàng dần vực dậy ấp Tara và làm mọi công việc, kể cả những việc mà khi xưa chỉ có nô lệ làm. Một tên lính Yankee đến ăn cắp đã bị nàng cầm súng bắn chết. Melanie vẫn còn phải nằm trên giường sau khi sinh xong nhưng vẫn cầm thanh kiếm của Charles đến giúp tuy nàng không đủ sức nâng nó. Hành động này khiến Scarlett thán phục và tình cảm của cô dành cho Melanie giờ đây bắt đầu trỗi dậy. Sau đó, Scarlett đã lấy tiền và ngựa của tên lính bị giết rồi chôn hắn ta ngay tại ấp Tara.
Chiến tranh gần kết thúc và Tara lại bị tàn phá lần nữa khi quân đội Liên bang đến. Một tháng sau thì cuộc nội chiến kết thúc với thắng lợi thuộc về Liên bang. Những người lính Hợp bang trên đường trở về nhà đã ghé qua Tara để lấy thức ăn hoặc dưỡng thương. Trong số đó có một người lính bị thương nặng tên là Will Benteen, được em gái Scarlett là Carreen chăm sóc cẩn thận. Sau khi bình phục, Will đã ở lại ấp Tara và giúp đỡ Scarlett vực dậy nó. Có Will, công việc của Scarlett đã được đỡ đần rất nhiều.
Ashley sau khi chiến tranh kết thúc vẫn chưa về được liền vì còn là tù binh của Liên bang. Một ngày kia chàng bất ngờ xuất hiện tại ấp Tara. Cả Scarlett và Melanie đều chạy ra đón chàng nhưng Will ngăn Scarlett lại và hỏi cô: "Anh ta là chồng cô ấy, phải không nào?" khiến Scarlett bất đắc dĩ phải quay trở lại.

### Phần 4
Chiến tranh kết thúc nhưng một lần nữa số phận Tara lại bị đe doạ khi chính phủ Yankee tăng tiền thuế của đồn điền lên để Scarlett không có tiền trả và phải nhượng lại Tara cho tên quản gia Yankee Jonas Wilkerson và vợ hắn, một kẻ da trắng cặn bã. Để có tiền cứu Tara, Scarlett phải đến Atlanta mượn tiền Rhett. Rhett vô cùng giàu có nhưng lúc này đang phải ngồi tù. Scarlett trang điểm và đến thăm Rhett để mượn một khoản tiền mà không để anh biết là nàng đang cố tán tỉnh anh vì tiền. Nàng đã gần như thuyết phục được Rhett cho đến khi đôi mắt sắc sảo của anh thấy đến bàn tay chai sần của Scarlett, bằng chứng cho những công việc nặng nhọc mà nàng đã làm và hoàn cảnh của gia đình, khiến cô phải thú nhận mục đích thật sự của chuyến viếng thăm. Cuối cùng, Rhett đã từ chối cho cô mượn tiền. Trong cơn tuyệt vọng, Scarlett tình cờ gặp Frank Kennedy, chồng chưa cưới của Suellen, nay đã là chủ một cửa hàng và có một khoản tiền khá. Bằng cách nói dối Frank rằng Suellen đã lấy người khác, Scarlett đã quyến rũ Frank để ông lấy mình. Nàng đã thành công và có tiền cứu Tara. Sau khi ra tù, Rhett cho nàng mượn tiền để có thể mua thêm xưởng cưa với điều kiện là nàng không được dùng tiền giúp Ashley Wilkes.
Scarlett điều hành xưởng cưa rất thành công nhưng nó cũng làm cho nàng bị nhiều dị nghị vì đó không phải là việc dành cho phụ nữ. Sau đó nàng đã có thai với Frank nhưng vẫn thường xuyên phơi mình nơi công cộng nên ngày càng nhiều người khinh ghét. Sau đó không lâu, Gerald qua đời. Khi về Tara dự đám tang, nàng biết được rằng cái chết của cha mình có liên quan trực tiếp đến cô em gái Suellen. Will dù yêu Carreen nhưng cuối cùng đã lấy Suellen để làm dịu lại quan hệ gia đình. Carreen sau cái chết của Brent Tarleton vì quá đau khổ nên gửi mình vào tu viện. Sau đám tang cha, Scarlett đã mời Ashley trở lại Atlanta giúp nàng điều hành xưởng cưa và ngăn chàng lên miền bắc kiếm việc làm. Ashley lưỡng lự nhưng Melanie kiên quyết đồng ý nên Ashley đành chiều theo ý vợ.
Sau khi sinh con, Scarlett thường xuyên lái xe ngựa một mình đến xưởng cưa mặc dù đã nhiều lần được cảnh báo về sự nguy hiểm. Một ngày nọ nàng bị một tên da trắng nghèo khổ và một tên da đen giải phóng tấn công và suýt bị cưỡng hiếp. May mắn là Big Sam, một nô lệ da đen từng làm việc ở Tara, đã cứu nàng kịp thời. Frank, Ashley và một số người đàn ông khác thuộc đảng Ku Klux Klan phải đi trả thù và kết cục là Ashley bị thương và Frank bị giết. Còn các thành viên còn lại được Rhett, với sự giúp đỡ của Belle Watling, một gái mại dâm ở Atlanta, đã dựng chuyện và tìm cách cứu họ. Từ đó mối quan hệ của Rhett và nhân dân thành phố dần dần được cải thiện. Sau cái chết của Frank, Rhett ngay lập tức cầu hôn Scarlet trước khi nàng có thể lấy một người nào khác.

### Phần 5
Scarlett lấy Rhett. Anh chiều chuộng nàng hết mức và tạo điều kiện cho nàng hưởng thụ những thú vui mà Scarlett chưa bao giờ biết đến ở New Orleans. Cũng qua Rhett mà Scarlett có được những người bạn mới: Những người Yankee và những kẻ giàu lên nhờ đầu cơ và làm ăn gian dối trong chiến tranh. Do đó mà mối quan hệ giữa vợ chồng Scarlett và những người bạn cũ ngày càng trở nên xấu đi và đỉnh điểm là trong 1 buổi tiệc, vợ chồng Scarlett đã mời thống đốc bang thuộc đảng Cộng hòa đến dự khiến tầng lớp thượng lưu miền Nam hoàn toàn cắt đứt mối quan hệ với hai người, ngoại trừ Melanie.
Scarlett sau đó cũng sinh cho Rhett 1 đứa con gái mặc dù nàng cũng không hề muốn. Đứa bé được đặt tên là Eugenia Victoria (theo tên nữ hoàng Victoria và hoàng hậu Pháp Eugenie). Cô bé vô cùng xinh đẹp với đôi mắt xanh dương nên được đặt thêm biệt danh Bonnie Blue Butler, theo tên lá cờ Hợp bang - Bonnie Blue Flag (lá cờ xanh xinh đẹp). Rhett vô cùng hạnh phúc và rất thương yêu con gái mình. Nhưng vì tình yêu với Ashley, Scarlett kiên quyết không ngủ chung với chồng nữa để tránh việc mang thai lần nữa. Rhett tức giận và cãi cọ liên tục với nàng về mối quan hệ bạn bè, cách nuôi dạy con cái. Anh muốn con gái mình sẽ trở thành một công chúa trong tầng lớp thượng lưu miền Nam cũ. Rồi Rhett cùng với con gái đi khỏi Atlanta một thời gian.
Tại Georgia, sự tham nhũng của đảng Cộng Hòa ngày càng tăng và khiến uy tín của đảng này giảm sút đến không ngờ. Rhett giờ đây lại đứng về đảng Dân chủ cùng với những bạn bè xưa cũ khiến cho quan hệ giữa anh và họ ngày một tốt đẹp, thực chất là anh muốn gây dựng một tương lai đảm bảo và thanh danh cho Bonnie, cô con gái anh yêu thương vô hạn. Rhett giờ đây còn nổi tiếng là một người bố yêu thương con hết mực.
Melanie tổ chức một bữa tiệc sinh nhật bất ngờ cho Ashley. Melanie nhờ Scarlett đến xưởng cưa giữ chân Ashley để mình có thêm thời gian chuẩn bị. Tại đây, Ashley và Scarlett vì xúc động khi nhớ về những ngày xưa êm đềm, đã ôm nhau trong tình cảm trong sáng, nhưng lại bị India Wilkes, bà Elsing và Archie, đánh xe của Melanie bắt gặp. Rhett biết được chuyện này từ Archie nhưng vẫn bắt Scarlett phải đến dự buổi sinh nhật của Ashley với phong thái kiêu hãnh và can đảm, để không huỷ hoại tương lai của Bonnie. Melanie cũng nghe chuyện nhưng với tâm hồn trong sáng, nàng nhất mực không tin và ra sức bênh vực Scarlett. Melanie một lòng tin tưởng Scarlett vì những gì Scarlett đã làm cho nàng. Cũng vì đứng về phía Scarlett, Melanie đã gây chia rẽ trong gia đình và bạn bè thân hữu.
Đêm hôm đó, Scarlett bắt gặp Rhett trong trạng thái say khướt. Sau đó, Rhett xốc bổng nàng lên cầu thang và cả hai trải qua một đêm ân ái đầy nồng nàn. Scarlett thức dậy một mình vào sáng hôm sau và háo hức muốn gặp chồng nhưng Rhett lẩn tránh nàng. Rhett đưa Bonnie đến Luân Đôn. Anh bỏ đi khiến Scarlett cảm thấy day dứt về những việc mình đã làm với anh và cả với hai đứa con đầu của mình. Nàng có thai lần nữa và đây là lần đầu tiên cảm thấy hạnh phúc vì điều đó. Ngày Rhett cùng Bonnie trở về, nàng đã háo hức muốn báo tin đó cho Rhett, nhưng không tin vào tình yêu mình nhìn thấy trong mắt Scarllet, anh giễu cợt nàng. Scarllet quá tức giận nên ngã cầu thang và sẩy thai.
Sau tai nạn đó, Scarlett phải về Tara một thời gian để điều dưỡng. Rhett đã bàn với Melanie tìm cách lừa Scarlett để cô nhượng lại hai xưởng cưa cho Ashley. Đảng Cộng hòa cuối cùng cũng bị lật nhào, kéo theo đó là những người bạn mới của Scarlett. Bonnie ngày càng được Rhett cưng chiều. Cô bé rất thích cưỡi ngựa. Một ngày, Bonnie gặp tai nạn trong khi cho ngựa vượt rào và gãy cổ. Rhett bị chấn động tâm lý nặng nề sau cái chết của Bonnie và chỉ có Melanie mới giúp anh vượt qua cú sốc đó.
Melanie mang thai và giấu mọi người để sinh con, mặc dù đã bị bác sĩ cấm đoán. Nhưng do thể trạng quá yếu, nàng lâm nguy kịch. Scarlett về sau khi nhận được điện khẩn của Rhett. Trên giường bệnh, Melanie trăng trối lại với Scarlett hãy giúp nàng chăm sóc Ashley và Beau. Cuối cùng, Melanie khuyên Scarlett hãy trân trọng Rhett và tình cảm của anh. Scarlett bỏ chạy và gặp Ashley. Giờ đây nàng mới nhận ra Melanie quan trọng với mình đến nhường nào và suốt bao nhiêu năm qua, tình yêu của nàng đối với Ashley cũng chỉ như khi một đứa bé muốn với tới một mặt trăng hão huyền, đó là tình yêu do nàng tự tưởng tượng ra.
Trong lúc tuyệt vọng, Scarlett nghĩ đến Rhett và chợt nhận ra Rhett mới là người nàng cần. Nàng đã dần yêu Rhett trong bao nhiêu năm qua nhưng cái bóng quá lớn của Ashley đã chặn tầm mắt nàng lại. Rhett luôn luôn ở bên Scarlett mỗi khi nàng cần và giúp đỡ nàng theo cách tuyệt vời nhất, bằng sự thông hiểu sâu sắc. Nàng vội vã đi tìm Rhett. Nhưng giờ đây anh lại hoàn toàn ghẻ lạnh với nàng. Anh lạnh lùng bảo tình yêu bao năm qua anh dành cho nàng giờ đã lụi tàn cùng với sự thờ ơ anh nhận được, chỉ còn lại hai điều nàng ghét nhất là lòng thương hại và nhân từ.
Choáng váng vì những gì nghe thấy nhưng Scarlett vẫn can đảm thổ lộ: "Nhưng em yêu anh ". Rhett thản nhiên đáp lại: "Đó là nỗi bất hạnh của em". Rồi anh bảo nàng rằng anh sắp đi xa và có thể sẽ trở về quê nhà Charleston để tìm lại những ngày xưa cũ êm đềm và đẹp đẽ. Scarlett van lớn: "Ôi anh yêu dấu, em biết làm gì nếu anh đi ?" và Rhett trả lời với giọng đầy hờ hững: "Em yêu ạ, anh cóc cần quan tâm".
Scarlett lặng lẽ nhìn Rhett bỏ đi và giờ đây nàng nhận ra, vì nàng không hiểu hai người mình yêu nên đã để tuột mất cả hai. Nàng quyết định sẽ trở về Tara, nơi nàng đã từng vực dậy từ trắng tay. Với tính tình mạnh mẽ cứng cỏi, Scarlett tin rằng mình có thể chiếm lại được Rhett. Chưa người đàn ông nào cưỡng lại nàng nếu nàng quyết tâm chinh phục. Tác phẩm kết thúc bằng hình ảnh Scarlett đầy cương nghị đứng trước thềm Tara ngập nắng với câu tiếp sức mạnh quen thuộc của mình: "Sau tất cả, ngày mai là một ngày mới" (After all, tomorrow is another day!)

## Nhân vật

### Gia đình Butler
- Katie Scarlett O'Hara Hamilton Kennedy Butler: Nhân vật chính của tác phẩm, một cô gái xinh đẹp, con của một gia đình điền chủ giàu có ở đồn điền Tara, hạt Clayton, Georgia. Cô đã 3 lần kết hôn, tính tình ích kỷ, ngang bướng nhưng đầy nghị lực.
- Rhett Butler: Người chồng thứ ba của Scarlett, một con người từng trải, mưu trí, vô cùng thông minh và sâu sắc, thực dụng nhưng cũng rất đa cảm và có một tình yêu thương vô bờ bến với Scarlett và Bonnie.
- Wade Hampton Hamilton: con trai của Scarlett và người chồng thứ nhất, Charles Hamilton.
- Ella Lorena Kennedy: Con gái của Scarlett và người chồng thứ hai, Frank Kennedy.
- Eugenie Victoria "Bonnie Blue" Butler: con gái của Scarlett và Rhett. Chết vì ngã ngựa.
- Ross Butler: Em trai Rhett.
- Rosemary Butler: Em gái Rhett.

### Gia đình O'hara (đồn điềnTara)
- Gerald O'Hara: Cha của Scarlett, một người Ireland thấp bé, phúc hậu và vui vẻ, gây dựng nên đồn điền Tara từ hai bàn tay trắng.
- Ellen Robillard O'Hara: Mẹ của Scarlett, xuất thân trong một gia đình quý phái gốc Pháp ở Savannah, một mệnh phụ cao quý và đức hạnh, là chỗ dựa tinh thần của Scarlett cho đến khi bà qua đời vì bệnh thương hàn trong lúc Tara bị quân Yankee vây hãm.
- Susan Eleanor "Suellen" O'Hara: Em gái thứ hai của Scarlett, một cô gái lười biếng và đua đòi.
- Caroline Irene "Carreen" O'Hara: Em gái thứ ba của Scarlett, hiền lành và tốt bụng, không quên được cái chết của Brent nên vào tu viện Charleston.
- Gerald O'hara. Jr: ba cậu con trai đã chết trước khi biết đi của Gerald.
- Mammy: Bà vú da đen nghiêm khắc và cứng cỏi của Scarlett.
- Pork: Nô lệ đầu tiên của Gerald O'Hara và vô cùng trung thành.
- Dilcey: Vợ của Pork, được ông Gerald mua về từ Twelve Oaks.
- Prissy: Con gái của Pork và Dilsey, vú em của Wade và ở cùng với Scarlett tại Atlanta thời kì đầu của chiến tranh.
- Big Sam: Nô lệ da đen rất khỏe mạnh đã cứu Scarlett khỏi bị cưỡng hiếp tại Shantytown.
- Will Benteen: Một người lính Liên minh miền Nam dừng chân ở Tara trên đường trở về quê hương sau khi đầu hàng và ở lại luôn tại đó để giúp đỡ Scarlett, yêu Carreen nhưng cuối cùng kết hôn với Suellen.

### Gia đình Wilkes (đồn điềnTwelve Oaks)
- John Wilkes: Chủ đồn điền Twelve Oaks và là cha của Ashley, Honey và India.
- George Ashley Wilkes: Chồng của Melanie và là người Scarlett theo đuổi đến gần hết tác phẩm. Một người đàn ông quý phái và hay mơ mộng, thông minh nhưng yếu đuối, dễ gục ngã trước thực tế.
- Melanie Hamilton Wilkes: Vợ và là em họ của Ashley, em chồng Scarlett, một người phụ nữ quý phái, mảnh mai, hiền dịu, đôn hậu nhưng lại đầy nghị lực và sức mạnh tiềm ẩn, là điểm tựa tinh thần của Ashley và Scarlett. Nàng qua đời trong khi mang thai đứa con thứ hai vì không đủ sức khỏe.
- Beauregard Wilkes: Con trai của Melanie và Ashley.
- India Wilkes: Con gái của John Wilkes, em gái Ashley. Là một cô gái kì dị và ngang bướng. Đính hôn với Stuart Tarleton nhưng anh tử trận trong trận Gettysburg nên cô quyết tâm ở vậy. Sống với bà Pittypat sau khi Scarlett cưới Rhett.
- Honey Wilkes: Con gái của John Wilkes, em gái Ashley, vợ chưa cưới của Charles Hamilton trước khi Scarlett lấy anh ta.
- dino:

### Gia đình Hamilton
- Đại tá William. R. Hamilton: cha của Charles và Melanie, đã chết.
- Chú Henry Hamilton: chú của Melanie và Charles, luật sư tại Atlanta, một ông già nhỏ nanh và vui tươi.
- Cô Sarah Jane "Pittypat" Hamilton: Cô của Melanie và Charles, sống ở Atlanta, một đứa trẻ trong hình dáng của một bà cô đứng tuổi mập mạp.
- Charles Hamilton: Anh trai của Melanie, chồng đầu tiên của Scarlett, cha của Wade Hampton. Tính tình nhút nhát, e thẹn, chết vì bệnh viêm phổi ở Nam Carolina sau 2 tháng lấy Scarlett.
- Bác Peter: Nô lệ trung thành của nhà Hamilton.

### Gia đình Tarleton (đồn điềnFairhill)
- Jim Tarleton: cha của 8 anh em Tarleton
- Beatrice Tarleton: vợ của Jim, mẹ của 4 đứa con trai và 4 cô con gái, tính tình nóng nảy nhưng giàu tình thương, yêu ngựa như tính mạng.
- Boyd Tarleton: con cả, hi sinh trong chiến tranh.
- Thomas "Tom" Tarleton: con thứ, hi sinh tại trận Gettysburg
- Stuart và Brenton Tarleton: Hai anh em song sinh nghịch ngợm, vui tươi, bạn thời thơ ấu của Scarlett, hi sinh tại trận Gettysburg
- Hetty, Camilla, Randa, Elizabeth Tarleton: bốn cô con gái út nhà Tarleton.

### Gia đình Fontaine (đồn điềnMimosa)
- Ông bác sĩ Fontaine: Hi sinh trong chiến tranh
- Bà cụ Fontaine: Một bà già cằn cỗi khó tính, hay dạy bảo Scarlett
- Joseph "Joe" Fontaine: hi sinh trong trận trận Gettysburg, chồng của Sally Munroe.
- Tony Fontaine: Từng tham gia nội chiến, trốn đi Texas sau khi bắn chết một tên da đen để rửa nhục cho em dâu.
- Alex Fontaine: Từng tham gia nội chiến, sau cưới chị dâu goá Sally Munroe.

### Gia đình Munroe (đồn điềnLovejoy)
- Buck Munroe và Evan Munroe: điền chủ của Lovejoy.
- La Fayette Munroe: con trai độc nhất, hi sinh tại trận Gettysburg, người yêu của Cathleen Calvert.
- Sally Munroe Fontaine: con gái ông bà Munroe, vợ goá của Joe Fontaine, sau cưới Alex Fontaine.
- Alice, Dimity, Letty Munroe: con gái ông bà Munroe.

### Gia đình Calvert (đồn điền Pine Bloom)
- Hugh Calvert: Điền chủ
- Rainfort Calvert, Cade Calvert: hai con trai, đều hi sinh trong chiến tranh.
- Cathleen Calvert Hilton: một cô gái xinh xắn nhưng rỗng tuếch, sau chiến tranh bị buộc phải lấy tên quản gia Yankee.
- Hilton: quản gia người Yankee, chồng của Cathleen, góp phần gây ra cái chết của Gerald.

### Gia đình Merriwether
- Cụ ông Merriwether: bạn của chú Henry, là người lạc quan, vui vẻ, cũng tham dự vụ đột kích của Klan.
- Bà Merriwether: quả phụ, con dâu cụ Merriwether, một trong những bà trụ cột ở Atlanta, tính tình nóng nảy, hay chỉ trích Scarlett.
- Maybelle Merriwether Picard: con gái bà Merriwether
- René Picard: người Créole, chồng của Maybelle.
- Raoul Picard: con trai Maybelle và René

### Gia đình Meade
- Bác sĩ Meade: kênh kiệu, hay ra vẻ đạo đức, tham dự vụ đột kích của Klan và được Rhett cứu.
- Darcy Meade: con trai cả của ông bà Medea, hy sinh tại trận Gettysburg.
- Phil Meade: con trai thứ, cũng hy sinh trong chiến tranh.

### Gia đình Elsing
- Bà Elsing: một bà quả phụ kiểu cách, hay lên mặt dạy đời, một trong những trụ cột ở Atlanta.
- Hugh Elsing: con trai bà Elsing, đốc công của Scarlett nhưng bị giáng xuống làm đánh xe.
- Fanny Elsing Wellburn: con gái bà Elsing, người yêu của Dallas McLure, lấy Tommy Wellburn sau khi Dallas chết.
- Tommy Wellburn: một phế binh, sau chiến tranh làm thầu khoán, chết cùng Frank Kennedy trong vụ đột kích của Klan.

### Các nhân vật khác
- Frank Kennedy: Trước là chồng chưa cưới của Suellen, sau trở thành chồng thứ hai của Scarlett, cha của Ella Lorena. Một người tốt bụng, chết trong một vụ đột kích của Ku Klux Klan để trả thù cho Scarlett.
- Belle Watling: Gái mại dâm ở Atlanta, bạn thân của Rhett.
- Jonas Wilkerson: Đốc công cũ tại Tara, cha của đứa con hoang của Emmie Slattery.
- Emmie Slattery: Vợ Jonas Wilkerson, thuộc gia đình da trắng cặn bã, bị mọi người khinh bỉ.
- Archie: Đánh xe và bảo vệ của Melanie, từng vào tù 40 năm vì tội giết người vợ ngoại tình.

## Chuyển thể
Cuốn theo chiều gió được nhiều lần được đưa lên màn ảnh nhưng nổi tiếng nhất là bộ phim cùng tên năm 1939 với sự tham gia của Clark Gable và Vivien Leigh.
Tác phẩm cũng được chuyển thể thành vở nhạc kịch Scarlett, công diễn năm 1972 và vở nhạc kịch Cuốn theo chiều gió, công diễn năm 2008.
Đạo diễn Nhật Takarazuka Revue cũng soạn một vở nhạc kịch cùng tên phỏng theo bộ tiểu thuyết, công diễn lần đầu năm 1977.

## Giải thưởng
- Giải Pulitzer

### Tiếng Anh
- Cuốn theo chiều gió trên Internet Movie Database
- Filmsite.org: Gone With the Wind (1939)
- Gone With the Wind Timeline (Our Georgia History) Lưu trữ ngày 5 tháng 3 năm 2005 tại Wayback Machine